# Geflecktes Rüsselhündchen
Das Gefleckte Rüsselhündchen (Rhynchocyon cirnei) ist eine Säugetierart aus der Ordnung der Rüsselspringer (Macroscelidea). Es weist ein vergleichsweise großes Verbreitungsgebiet auf und kommt  in Zentral- und Ostafrika vor. Wie alle Rüsselspringer ist die Art durch ihre rüsselartig verlängerte Nase und die schlanken Gliedmaßen gekennzeichnet, bei denen die Hinterbeine länger als die Vorderbeine sind. Die Tiere bewohnen Wälder des Flach- und Berglandes und sind tagaktiv, über ihre Lebensweise liegen aber kaum Informationen vor. Aufgrund des großen Verbreitungsgebietes und der mitunter variablen Fellgestaltung werden dem Gefleckten Rüsselhündchen mehrere Unterarten zugewiesen, deren Status aber nicht in allen Fällen gesichert ist. Die Art wurde in den 1840er Jahren von Wilhelm Peters während seiner Afrikareise entdeckt und beschrieben. Ihr Bestand gilt derzeit als wenig bedroht.

## Merkmale

### Habitus

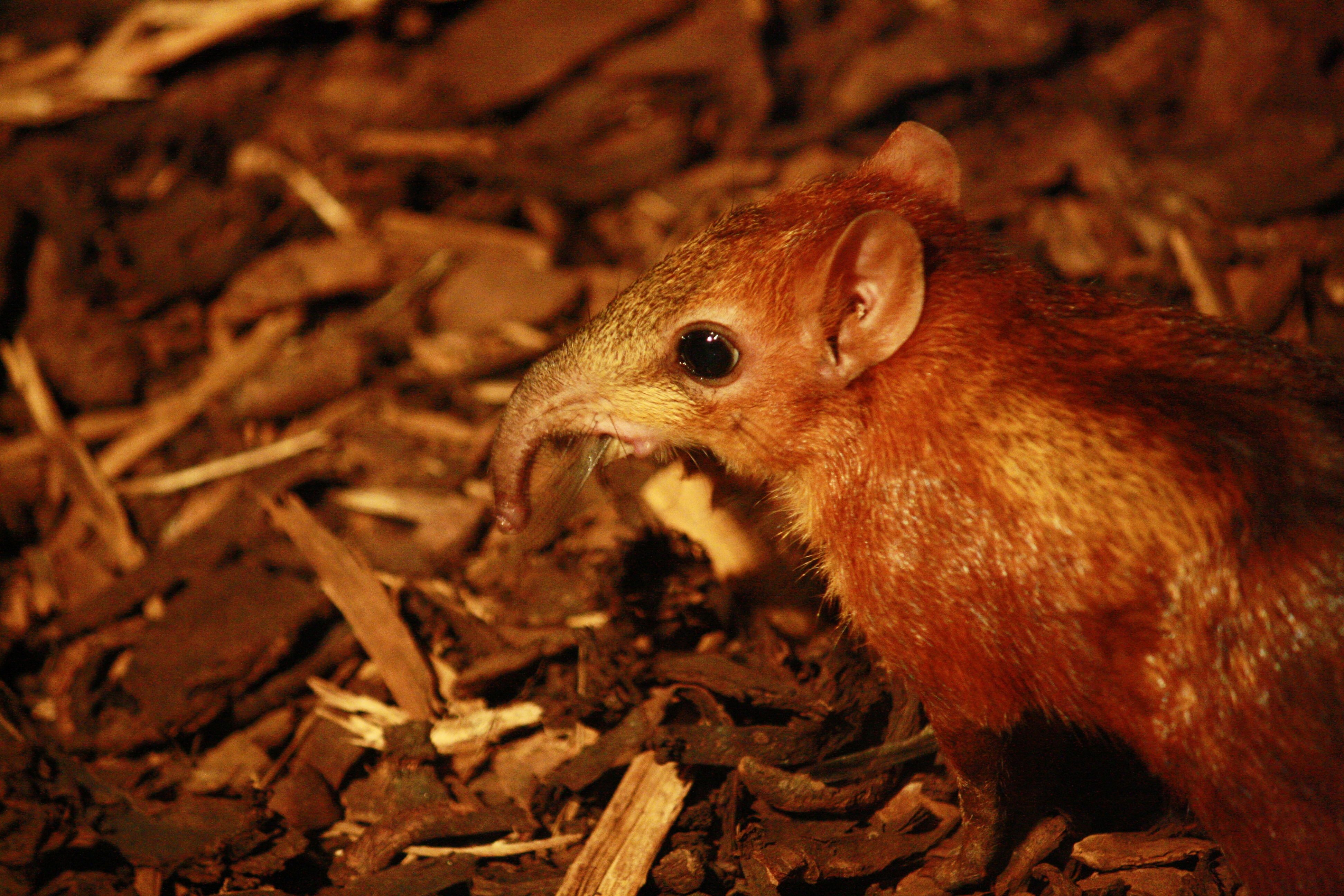
Geflecktes Rüsselhündchen

Das Gefleckte Rüsselhündchen ist ein kleiner bis mittelgroßer Vertreter der Rüsselhündchen. Die Gesamtlänge variiert von 43,9 bis 50,9 cm. Nach Untersuchungen von rund 20 Individuen aus unterschiedlichen Bereichen des Verbreitungsgebietes beträgt die Kopf-Rumpf-Länge 22,9 bis 27,3 cm und die Schwanzlänge 19,6 bis 24,6 cm. Der Schwanz erreicht damit etwa 90 % der Länge des restlichen Körpers. Das Gewicht konnte dabei aber nur von wenigen Tieren bestimmt werden und schwankte zwischen 320 und 420 g. Weitere sieben Individuen aus dem nordöstlichen Mosambik wurden insgesamt 51,3 bis 55,3 cm lang bei einer Schwanzlänge von 23,9 bis 26,3 cm und wogen 440 bis 630 g. Im Körperbau gleicht das Gefleckte Rüsselhündchen mit der rüsselartig verlängerten Nase sowie den kurzen Vorder- und langen Hinterbeinen den übrigen Rüsselhündchen. Das Rückenfell ist sehr variabel gefärbt, die Grundfärbung entspricht einem Gelb- bis Dunkelbraun, teilweise mit einem rötlichen Einschlag. Auf dem Rücken sind sechs Streifen in Reihen angeordnet (drei auf jeder Seite), die etwa vom vorderen Drittel oder der Hälfte des Rumpfes bis zur Schwanzwurzel reichen. Die Ausbildung des Streifenmusters kann ebenfalls sehr variantenreich sein. Die beiden Mittelstreifen zeigen in der Regel keine Unterbrechung und sind häufig schwarz oder kastanienbraun. Die jeweils äußeren bestehen aus einer Reihe von Flecken, die abwechselnd hell oder dunkel beziehungsweise gleichmäßig gefärbt erscheinen. Bei Populationen mit sehr dunkler Grundfärbung zeichnen sich die Streifen eher undeutlich ab. Der Bauch ist überwiegend weißlich gefärbt. Der nahezu haarlose Schwanz besitzt eine auffällig weiße Spitze. Am Kopf dominiert eine graugelbe bis cremefarbene Tönung. Die Ohren stehen aufrecht und sind nackt, ihre Länge beträgt 27 bis 31 mm. Die rüsselartige Nase ist beweglich und sehr berührungsempfindlich. Vorder- und Hinterbeine haben eine gelblichbraune Färbung, die Füße besitzen jeweils vier Strahlen, die kräftige Krallen tragen. Der Hinterfuß wird 63 bis 76 mm lang.

### Schädel- und Gebissmerkmale
Der Schädel erreicht eine Länge von 62,2 bis 70,8 mm, die größte Breite zwischen den Jochbögen liegt bei 33,5 bis 38 mm. Das Gebiss besteht aus 34 bis 36 Zähnen, die Zahnformel lautet: {\displaystyle {\frac {0(1).1.4.2}{3.1.4.2}}}. An der Ausprägung des jeweiligen oberen Eckzahns ist ein sekundärer Geschlechtsdimorphismus erkennbar. Bei Männchen wird dieser zwischen 3,3 und 6,3 mm lang, bei Weibchen dagegen 1,7 bis 5,9 mm. Die Länge der oberen Zahnreihe schwankt zwischen 23,8 und 28,7 mm.

## Verbreitung und Lebensraum

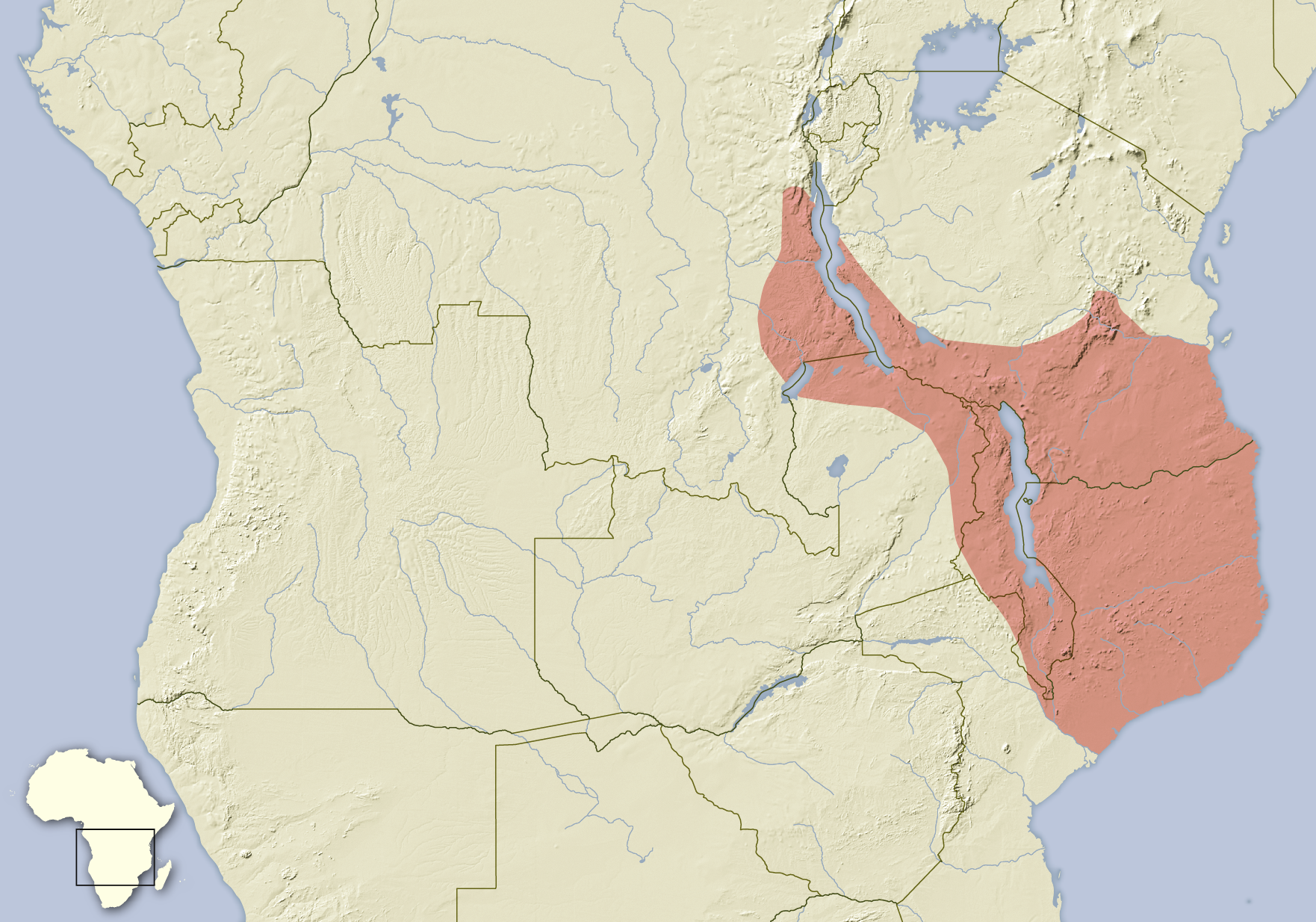
Verbreitungsgebiet des Gefleckten Rüsselhündchens (rotbraun)

Das Gefleckte Rüsselhündchen kommt in Zentral- und Ostafrika vor. Das Verbreitungsgebiet umfasst im Norden den südöstlichen Teil der Demokratischen Republik Kongo, das südliche Tansania und das nordöstliche Sambia. Hier konnte die Südwestgrenze durch Feldforschungen seit dem Jahr 2015 bis zur Mutinondo  Wilderness ausgedehnt werden. Weiter reicht es von Malawi nach Süden bis in das nördliche Mosambik mit dem Sambesi als natürlicher Barriere. Dabei ist die Art im südlichen Tansania und in Malawi bis in eine Höhe von 2280 m beobachtet worden. Verglichen mit den übrigen Rüsselhündchen hat das Gefleckte Rüsselhündchen damit ein relativ großes Verbreitungsgebiet. Es umfasst die Regenwald-Regionen sowie die Sambesi-Waldlandzone und Teile der Somalia-Massai-Buschzone. Der bevorzugte Lebensraum findet sich in Wäldern des Flachlands, aber auch in Bergwäldern und Uferdickichten. Das Kronendach sollte geschlossen sein und den Boden eine dichte Blätterschicht bedecken. Allgemein gilt die Art als relativ häufig, jedoch sind keine genaueren Informationen verfügbar.

## Lebensweise

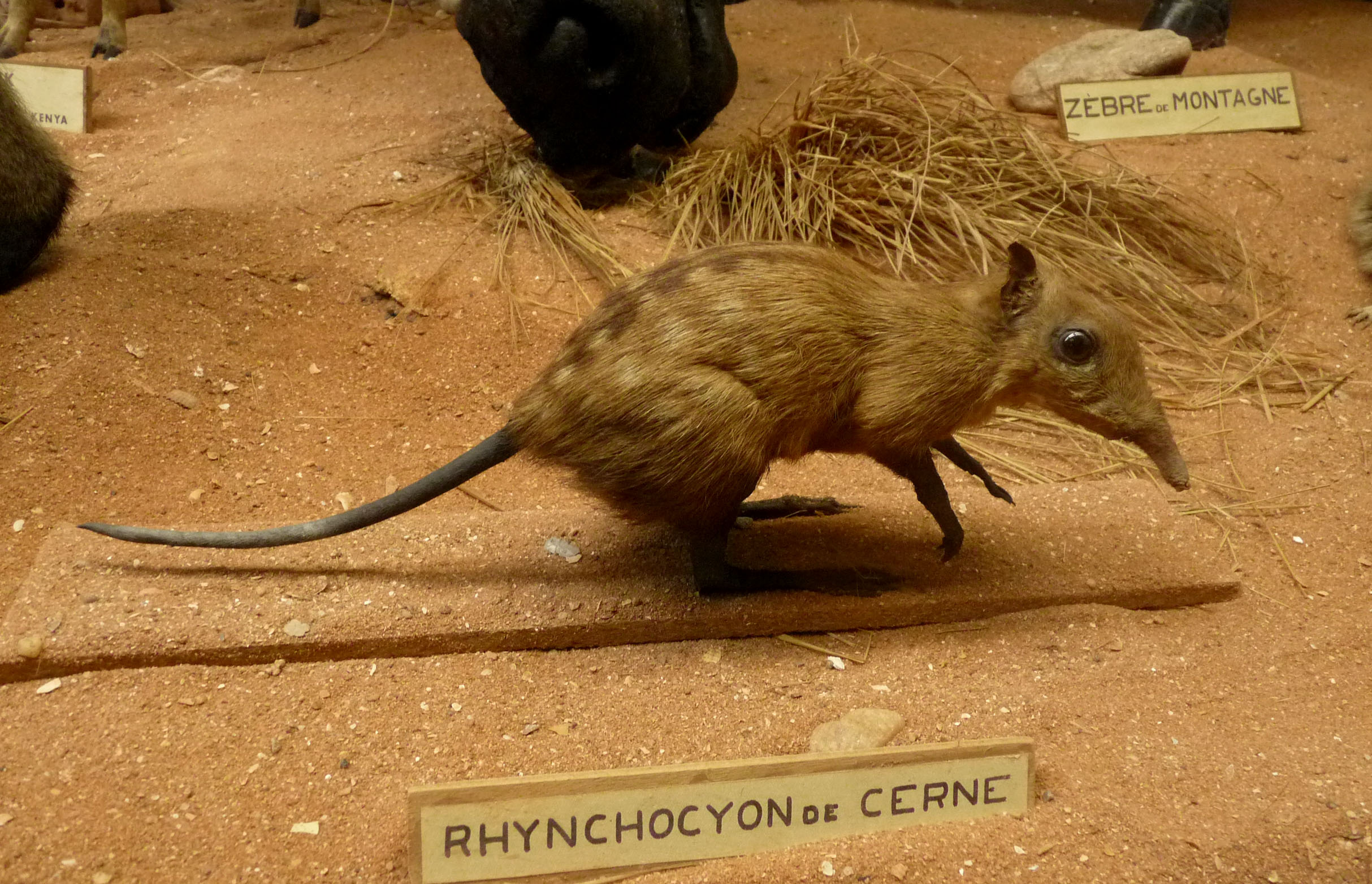
Geflecktes Rüsselhündchen

Über die Lebensweise des Gefleckten Rüsselhündchens liegen trotz der weiten Verbreitung nur wenige Informationen vor, möglicherweise ähnelt sie aber der des besser untersuchten Goldenen Rüsselhündchens (Rhynchocyon chrysopygus). Es ist tagaktiv und bodenbewohnend. Zur Nachtruhe zieht es sich in Nester zurück. Diese bestehen aus einer kleinen, in den Boden gegrabenen Mulde, die das Tier mit Pflanzenmaterial auskleidet, das sich teilweise domartig aufwölbt. Es legt wie andere Rüsselhündchen auch keine Pfade durch die Vegetation an. Der überwiegende Teil der bekannten Sichtungen bezieht sich auf singuläre Individuen, nur selten wurden Paare beobachtet. Die Hauptnahrung dürfte aus Insekten bestehen, ein einzelner bisher untersuchter Magenrest setzte sich aus Käfern, Hautflüglern und Larven von Zweiflüglern zusammen. Der Nachwuchs umfasst überwiegend nur ein Jungtier pro Wurf, in einzelnen Regionen wie in Sambia oder Malawi wurden aber Weibchen mit zwei Föten beobachtet.
An bekannten Fressfeinden treten die Schwarzweiße Hutschlange, der Gemeine Schimpanse und die Afrikanische Goldkatze in Erscheinung. Das Fleckenmuster am Rücken hat möglicherweise einen tarnenden Effekt. Als äußere Parasiten sind Zecken der Gattung Ixodes, Flöhe der Gattung Chimaeropsylla und Zweiflügler der Gattung Cordylobia nachgewiesen. Außerdem wurde das Protozoon Sarcocystis als innerer Parasit bei dem Gefleckten Rüsselhündchen beschrieben.

## Systematik
Das Gefleckte Rüsselhündchen ist eine Art aus der Gattung der Rüsselhündchen (Rhynchocyon), die vier weitere Arten einschließt. Die Rüsselhündchen wiederum gehören zur Ordnung der Rüsselspringer (Macroscelidea). Bei den Vertretern der Rüsselspringer handelt es sich um kleinere, endemisch in Afrika verbreitete Säugetiere. Ihnen können insgesamt sechs Gattungen und zwei Familien zugewiesen werden. Die Rüsselhündchen stellen dabei die einzigen Angehörigen der Familie der Rhynchocyonidae dar, die somit monotypisch ist. Sie repräsentieren die größten Formen innerhalb der Rüsselspringer, deren bevorzugte Habitate aus dichten und feuchten Wäldern bestehen. In die zweite Familie, den Macroscelididae, werden die Elefantenspitzmäuse (Elephantulus), die Rüsselratte (Petrodromus) sowie die Gattungen Macroscelides, Galegeeska und Petrosaltator eingeordnet. Die Arten dieser Gruppe sind durch einen deutlich kleineren Wuchs gekennzeichnet, darüber hinaus bewohnen sie überwiegend trockene bis teils wüstenartige Landschaften. Molekulargenetische Untersuchungen haben gezeigt, dass sich die beiden Familien bereits im Unteren Oligozän vor etwa 32,8 Millionen Jahren voneinander abtrennten. Innerhalb der Gattung Rhynchocyon setzte eine stärkere Diversifizierung im ausgehenden Mittleren Miozän vor etwa 9,7 Millionen Jahren ein.

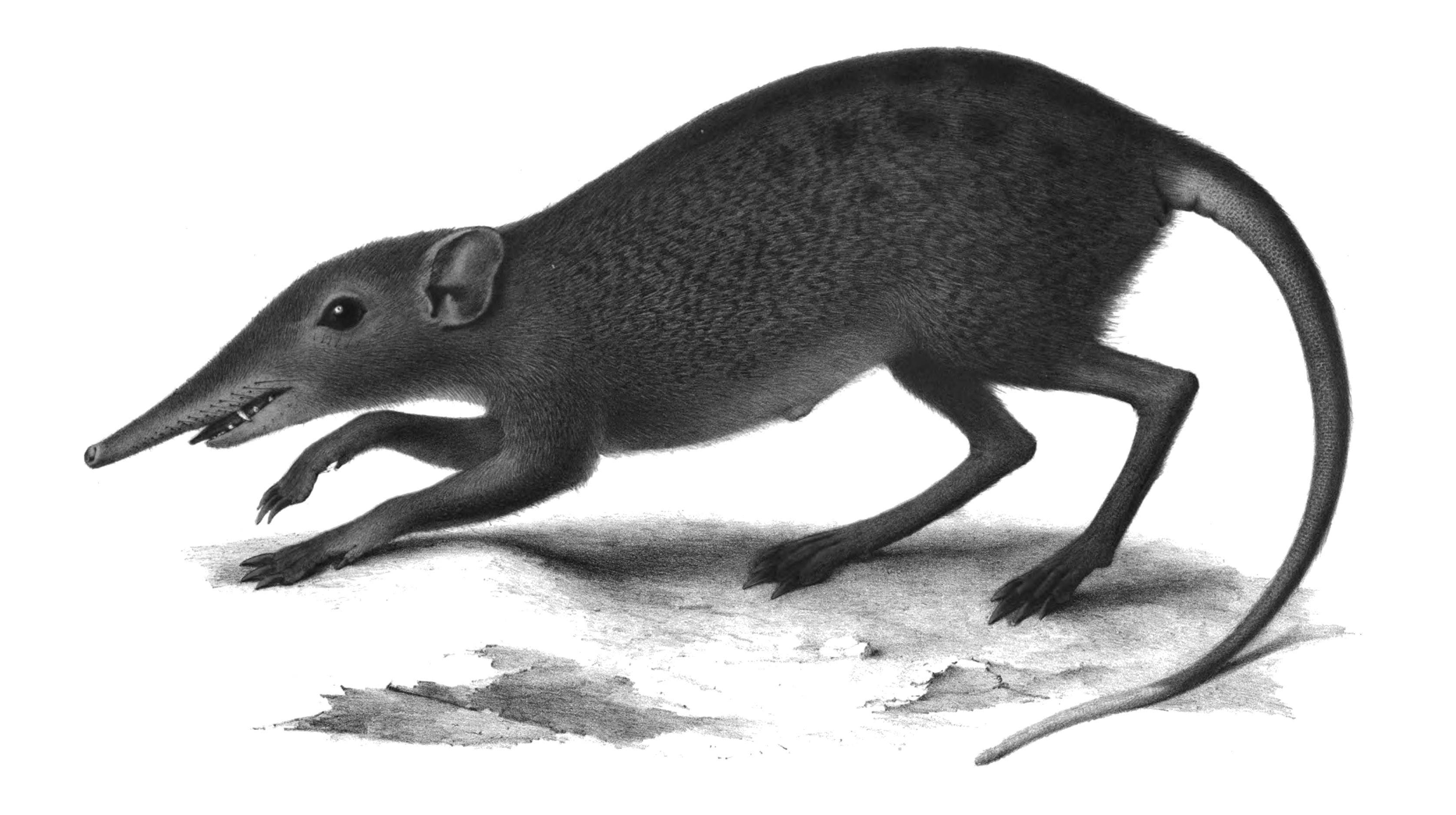
Geflecktes Rüsselhündchen nach Wilhelm Peters, 1852

Es wird teilweise angenommen, dass das Rotschulter-Rüsselhündchen (Rhynchocyon petersi) und das Goldene Rüsselhündchen (Rhynchocyon chrysopygus) aufgrund des gelegentlichen Auftretens eines unscheinbaren Fleckenmusters auf dem Rücken bei einzelnen Individuen als Tochterarten des Gefleckten Rüsselhündchens aufzufassen sind. Die Art ist sehr variantenreich, insgesamt werden fünf Unterarten provisorisch unterschieden:
- R. c. cirnei Peters, 1847; Mosambik, Grundfarbe gräulich schwarz und gelb mit leicht rotbraunem Einschlag an Rumpf und Oberschenkel; Flecken kastanienbraun, die beiden Mittelstreifen von Schwanzwurzel bis etwas über die Rückenmitte laufend, jeweils zweiter und dritter Streifen schwach bis kaum erkennbar.
- R. c. hendersoni Thomas, 1902; nur von Livingstonia im nördlichen Malawi bekannt; Grundton sehr dunkel; die beiden Mittelstreifen schwarz, von der Schwanzwurzel bis über zwei Drittel des Rückens reichend; jeweils zweiter und dritter Streifen mit abwechselnd hellen und dunklen Flecken, zwischen diesen Streifen rotbraun gefärbt; Schwanz im vorderen Teil zweifarbig.
- R. c. macrurus Günther, 1881; Küstenwälder von Tansania, eventuell auch nördliches Mosambik; variabel, Grundfarbe rötlichbraun bis gelblichbraun, die beiden Mittelstreifen kastanienbraun und deutlich sichtbar, der zweite Streifen mit helleren Flecken, der dritte Streifen kaum sichtbar; bei Inlandformen ist das Fleckenmuster häufig besser zu erkennen als bei Vertretern direkt von den Küstengebieten.
- R. c. reichardi Reichenow, 1886; nördliches Malawi, nordöstliches Sambia, Südosten der Demokratischen Republik Kongo und Südwesten von Tansania; Grundfarbe grauschwarz bis cremig; die beiden Mittelstreifen schwarz, von der Schwanzwurzel bis über zwei Drittel des Rückens reichend; jeweils zweite und dritte Reihe abwechselnd helle und dunkle Flecken, beide Streifen teilweise miteinander verschmelzend; Schwanz in den vorderen zwei Drittel zweifarbig.
- R. c. shirensis Corbet & Hanks, 1968; südliches Malawi und nördliches Mosambik; Grundfarbe grauschwarz bis cremig, kaum gelblich, leicht rötlichbraun am Oberschenkel; die beiden Mittelstreifen von der Schwanzwurzel bis etwas über die Rückenmitte laufend, sehr dunkelbraun; zweiter und dritter Streifen mit abwechselnd hellen und dunklen Flecken.

Möglicherweise sind einige Unterarten als klinal anzusehen. Das Dunkle Rüsselhündchen (Rhynchocyon stuhlmanni) wurde lange Zeit als sechste Unterart des Gefleckten Rüsselhündchens geführt. Aufgrund des von den anderen Unterarten abgetrennten Verbreitungsgebietes und des deutlich abweichenden äußeren Erscheinungsbildes vermuteten aber einige Wissenschaftler bereits Ende der 1960er Jahre einen eigenständigen Artcharakter. Dies bestätigte sich im Jahr 2017 mit Hilfe von molekulargenetischen Untersuchungen. Dabei konnte auch der Status von R. c. shirensis als Unterart bekräftigt werden, da dieses zuvor teilweise als identisch mit R. c. cirnei eingestuft wurde.

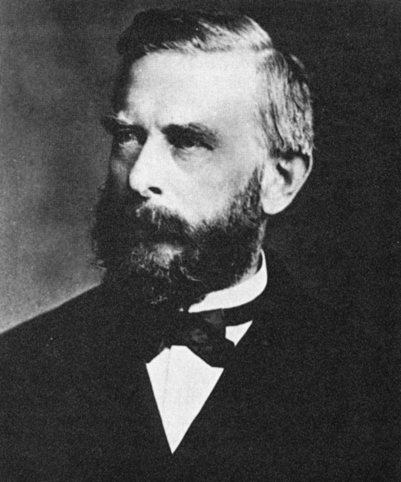
Wilhelm Peters

Die wissenschaftliche Erstbeschreibung des Gefleckten Rüsselhündchens stammt von Wilhelm Peters aus dem Jahr 1847. Als Grundlage dienten ihm zwei Individuen, ein Männchen und ein Weibchen, die er selbst bei seiner Reise durch große Teile des südlichen Afrikas in den Jahren 1842 und 1848 in der Nähe von Quelimane im nördlichen Mosambik gefangen hatte. Die Region gilt als das Typusgebiet der Art. Bei seinem Aufenthalt im nördlichen Mosambik gastierte Peters bei Herrn Cirne auf dessen Landgut bei Quelimane. Cirne begleitete den Naturforscher bei den Expeditionen in die Umgebung, ihm verdankte Peters auch die Entdeckung des Gefleckten Rüsselhündchens. Daher gab er dem Tier zu Ehren seines Gastgebers den wissenschaftlichen Namen Rhynchocyon cirnei. Häufig wird das Artepitheton mit Manuel Joaquim Mendes de Vasconcelos e Cirne in Verbindung gebracht, einem ehemaligen Gouverneur von Mosambik, als dieses noch portugiesische Kolonie war, Manuel J. M. Cirne starb aber bereits 1832. Nach seiner Rückkehr nach Deutschland verfasste Peters noch eine weitaus umfangreichere Beschreibung des Gefleckten Rüsselhündchens, welche er 1852 in seiner Schrift Naturwissenschaftliche Reise nach Mossambique veröffentlichte. Von den beiden gefangenen Individuen gelangte eines, das Weibchen, an das Berliner Naturkundemuseum, das Männchen tauschte Peters auf Wunsch von Coenraad Jacob Temminck mit dem Museum in Leiden.

## Bedrohung und Schutz
Hauptbedrohung für den Bestand des Gefleckten Rüsselhündchens ist die Zerstörung der Wälder und damit der Verlust an geeignetem Lebensraum. Besonders betroffen sind dabei die Unterarten R. c. hendersoni, welche auf einige isolierte Bergwälder in Malawi beschränkt ist, und R. c. cirnei, deren Verbreitungsgebiet ein begrenztes Areal im Norden vom Mosambik umfasst. Möglicherweise gilt dies auch für R. c. macrurus, das wahrscheinlich ebenfalls im nördlichen Mosambik auftritt. Lokal kann auch die Bejagung der Tiere als Nahrungsressource, etwa durch die Nyanja in Ostafrika, eine negative Auswirkung haben. Da das Gefleckte Rüsselhündchen aber ein deutlich größeres Verbreitungsgebietes im Vergleich zu den anderen Rüsselhündchen hat, listet die IUCN die Art momentan als „gering gefährdet“ (near threatened). Es ist aber anzunehmen, dass bei weiter anhaltender Waldzerstörung der Bedrohungsstatus auf „gefährdet“ (vulnerable) erhöht werden muss. Spezielle Schutzmaßnahmen existieren für das Gefleckte Rüsselhündchen nicht, allerdings könnte es von den Erhaltungsbemühungen für Antilopen und Primaten profitieren.
Das Gefleckte Rüsselhündchen wird selten in Zoos gepflegt, der einzige europäische Halter ist gegenwärtig der Zoo Pilsen in Tschechien, der im Jahr 2015 den Bestand aus dem Tierpark Berlin übernahm.